# Tour de France 2022/11. Etappe
Die 11. Etappe der Tour de France 2022 fand am 13. Juli 2022 statt und führte mit dem Col du Galibier (2642 m) über den höchsten Punkt der 109. Austragung des Etappenrennens. Vom Start in Albertville ging es nach 151,7 Kilometern auf dem Col de Granon, der mit einer Höhe von 2413 Metern die höchste Bergankunft darstellte. Nach der Zielankunft hatten die Fahrer insgesamt 1798,1 Kilometer absolviert, was 53,7 % der Gesamtdistanz der Rundfahrt entsprach.

## Streckenführung
Der neutralisierte Start erfolgte in Albertville nahe der Halle Olympique. Anschließend führte die Strecke durch die Innenstadt, ehe Albertville in Richtung Süden über die D925 verlassen wurde.
Der offizielle Start erfolgte nach rund acht gefahrenen Kilometern auf der D925 kurz nach Grignon. Die Strecke folgte anschließend der Isère flussabwärts nach Aiton, wo die Fahrer in die Maurienne abbogen und dem Arc flussaufwärts Richtung Südosten folgten. Zu Beginn des Tals erreichten die Fahrer in Aiguebelle einen Zwischensprint 16,5 Kilometer nach dem Start. Über La Chambre gelangten die Fahrer nach Pontamafrey, wo der erste Anstieg des Tages über die Lacets de Montvernier begann. Diese 3,2 Kilometer lange Straße über 17 Kehren auf eine Höhe von 782 Metern war als Anstieg der 2. Kategorie klassifiziert. Nach der Kuppe bei Kilometer 49,9 folgte eine Abfahrt nach Saint-Jean-de-Maurienne. Nun ging es rund 15 Kilometer entlang des Arc nach Saint-Michel-de-Maurienne, wo der Anstieg auf den Col du Télégraphe bzw. Col du Galibier begann. Der Col du Télégraphe (1566 m, 1. Kategorie) wies bei einer Länge von 11,9 Kilometern eine durchschnittliche Steigung von 7,1 % auf und wurde 67,9 Kilometer vor dem Ziel überquert. Es folgte eine kurze Abfahrt von rund fünf Kilometern nach Valloire, wo der Anstieg auf den Col du Galibier (2642 m) begann. Mit einer Länge von 17,7 Kilometern und einer Durchschnittssteigung von 6,9 % war dieser Anstieg als Hors Catégorie klassifiziert. Auf der Kuppe 45 Kilometer vor dem Ziel wurde das Souvenir Henri Desgrange vergeben, ehe es in eine lange Abfahrt ging. Nach rund sieben Kilometern erreichten die Fahrer den Col du Lautaret, wo sie links abbogen und Richtung Briançon abfuhren. Stromabwärts entlang der Guisane ging es durch Le Monêtier-les-Bains nach Saint-Chaffrey, wo der Schlussanstieg auf den Col de Granon begann.
Mit einer durchschnittlichen Steigung von 9,2 % auf einer Länge von 11,3 Kilometern stellte der Col de Granon (2413 m) eine große Herausforderung dar und bot die Möglichkeit, im Kampf um das Gesamtklassement eine Selektion herbeizuführen. Speziell im mittleren Teil (Kilometer sechs bis neun) fiel die Steigung im Schnitt nie unter 10 %. Insgesamt wurden auf dem Anstieg der HC-Kategorie 1035 Höhenmeter absolviert.
|                            | Ort                   | Kilometer | Länge (km) | Höhe (m) | Ø Steigung |
| -------------------------- | --------------------- | --------- | ---------- | -------- | ---------- |
| neutralisierter Start      | Albertville           |           |            |          |            |
| offizieller Start          | Grignon               | 0         |            |          |            |
| Zwischensprint             | Aiguebelle            | 016,5     |            |          |            |
| Bergwertung (2. Kategorie) | Lacets de Montvernier | 049,9     | 03,2       | 0782     | 8,2 %      |
| Bergwertung (1. Kategorie) | Col du Télégraphe     | 083,8     | 11,9       | 1566     | 7,1 %      |
| Bergwertung (HC)           | Col du Galibier       | 106,7     | 17,7       | 2642     | 6,9 %      |
| Bergwertung (HC)           | Col de Granon         | 151,7     | 11,3       | 2413     | 9,2 %      |
| Ziel                       | Col de Granon         | 151,7     |            |          |            |

## Rennverlauf
Erstmals nach drei Etappen gingen alle Fahrer des Vortags wieder an den Start. Vom Start weg attackierten Wout van Aert (Jumbo-Visma) und Mathieu van der Poel (Alpecin-Deceuninck), die beiden Rivalen im Cyclocross und den Frühjahrsklassikern, und fuhren in trauter Eintracht dem Peloton davon. Auf diese Weise konnte Van Aert beim Zwischensprint in Aiguebelle seinen Vorsprung im Grünen Trikot weiter ausbauen. Nach 30 km bekamen sie Verstärkung durch eine große Gruppe, so dass nun 20 Fahrer vorn waren, darunter mit Christophe Laporte ein weiterer Jumbo-Visma-Fahrer. Auf den Lacets de Montvernier ließ Van der Poel abreißen und sollte später das Rennen aufgeben, ebenso wie der vom Hauptfeld abgehängte Oliver Naesen (AG2R Citroën Team). Die Bergwertung in Montvernier ging an Pierre Latour (TotalEnergies).
Auf dem Col du Télégraphe hatte die Spitzengruppe einen Vorsprung von acht Minuten und bestand nur noch aus elf Fahrern. Den Kampf um die Bergwertung am Télégraphe entschied Latour vor Warren Barguil (Team Arkéa-Samsic) und Simon Geschke (Cofidis), der die Führung in der Bergwertung innehatte. Im Peloton war Jumbo-Visma inzwischen in die Offensive gegangen und hatte das Feld auf 20 Mann verkleinert. Über die Passhöhe attackierte Primož Roglič und schloss zu Laporte auf, der auf ihn gewartet hatte. Laporte zog Roglič und die Mitfavoriten Tadej Pogačar (UAE Team Emirates), Jonas Vingegaard (Jumbo-Visma) und Geraint Thomas (Ineos Grenadiers) von den Anderen fort und hatte somit sein Tagwerk getan.
Noch in Valloire begannen Vingegaard und Roglič unablässig, aber vergeblich, Pogačar zu attackieren, während sich Thomas bedeckt hielt. Durch das Patt kamen Überreste des Felds wieder zu dem Quartett zurück. In der Spitzengruppe waren am Plan Lachat (2000 m) noch fünf Mann übrig. In den anschließenden Spitzkehren griff Barguil an, hinter ihm folgten Geschke, Latour, Van Aert und Dylan Teuns (Bahrain Victorious) als Einzelkämpfer. Auch die  Favoritengruppe löste sich zusehends auf, bis nur noch Pogačar und Vingegaard zusammen waren. Barguil gewann die Bergwertung und damit das Souvenir Henri Desgrange um eine Minute vor Geschke.
Das Favoritenduo attackierte sich in der Abfahrt nicht, und die Gruppe schwoll erneut an, auch durch Van Aert, der sich zurückfallen lassen hatte und Roglič mit anderen wieder nach vorne brachte. Lennard Kämna (Bora-hansgrohe) und Luis León Sánchez (Bahrain Victorious), durch die Etappe am Vortag unter die ersten Zehn des Gesamtklassements geraten, waren zu diesem Zeitpunkt schon sehr weit zurück. Zu Beginn des Col de Granon machte Rafał Majka (UAE Team Emirates) für Pogačar das Tempo und zwang Roglič und die übrigen Helfer von Jumbo-Visma zum Abreißen; ansonsten waren noch Vingegaard, Thomas, Adam Yates (Ineos Grenadiers) und Romain Bardet (Team DSM) zugegen. Geschke, Latour und Teuns wurden eingeholt, Barguil hatte 7 km vor dem Ziel noch gut zwei Minuten Vorsprung. Ungeachtet dessen fuhr sein Teamkamerad Nairo Quintana aus der Favoritengruppe heraus und überholte Barguil, der mit den Kräften am Ende war.
4,5 km vor dem Ziel kam es zur Entscheidung unter den Favoriten. Pogačar vermochte einer Beschleunigung von Vingegaard nicht zu folgen, er erlitt vielmehr einen Einbruch und musste auch Bardet, Thomas und Yates ziehen lassen. Vingegaard gewann die Etappe drei Minuten vor Pogačar und übernahm das Gelbe Trikot.

## Ergebnis
| \| Etappenergebnis \| Etappenergebnis \| Etappenergebnis \| Etappenergebnis \| Etappenergebnis \| \| Fahrer \| Fahrer \| Land \| Team \| Zeit \| \| --------------- \| ----------------- \| ---------------------- \| --------------------- \| --------------- \| \| 1. \| Jonas Vingegaard \| Dänemark \| Jumbo-Visma \| 4 h 18 min 02 s \| \| 2. \| Nairo Quintana \| Kolumbien \| Arkéa-Samsic \| + 59 s \| \| 3. \| Romain Bardet \| Frankreich \| Team DSM \| + 1 min 10 s \| \| 4. \| Geraint Thomas \| Vereinigtes Königreich \| Ineos Grenadiers \| + 1 min 38 s \| \| 5. \| David Gaudu \| Frankreich \| Groupama-FDJ \| + 2 min 04 s \| \| 6. \| Adam Yates \| Vereinigtes Königreich \| Ineos Grenadiers \| + 2 min 10 s \| \| 7. \| Tadej Pogačar \| Slowenien \| UAE Team Emirates \| + 2 min 51 s \| \| 8. \| Alexei Luzenko \| Kasachstan \| Astana Qazaqstan Team \| + 3 min 38 s \| \| 9. \| Steven Kruijswijk \| Niederlande \| Jumbo-Visma \| + 3 min 59 s \| \| 10. \| Warren Barguil \| Frankreich \| Arkéa-Samsic \| + 4 min 16 s \| |                   |                        |                       |                 |
| |                   |                        |                       |                 |
| Quelle: ProCyclingStats |                   |                        |                       |                 |
| Etappenergebnis |                   |                        |                       |                 |
| Fahrer | Fahrer            | Land                   | Team                  | Zeit            |
| 1. | Jonas Vingegaard  | Dänemark               | Jumbo-Visma           | 4 h 18 min 02 s |
| 2. | Nairo Quintana    | Kolumbien              | Arkéa-Samsic          | + 59 s          |
| 3. | Romain Bardet     | Frankreich             | Team DSM              | + 1 min 10 s    |
| 4. | Geraint Thomas    | Vereinigtes Königreich | Ineos Grenadiers      | + 1 min 38 s    |
| 5. | David Gaudu       | Frankreich             | Groupama-FDJ          | + 2 min 04 s    |
| 6. | Adam Yates        | Vereinigtes Königreich | Ineos Grenadiers      | + 2 min 10 s    |
| 7. | Tadej Pogačar     | Slowenien              | UAE Team Emirates     | + 2 min 51 s    |
| 8. | Alexei Luzenko    | Kasachstan             | Astana Qazaqstan Team | + 3 min 38 s    |
| 9. | Steven Kruijswijk | Niederlande            | Jumbo-Visma           | + 3 min 59 s    |
| 10. | Warren Barguil    | Frankreich             | Arkéa-Samsic          | + 4 min 16 s    |

## Gesamtstände
| \| Gesamtwertung \| Gesamtwertung \| Gesamtwertung \| Gesamtwertung \| Gesamtwertung \| \| Fahrer \| Fahrer \| Land \| Team \| Zeit \| \| ------------- \| ----------------- \| ---------------------- \| --------------------- \| ---------------- \| \| 1. \| Jonas Vingegaard \| Dänemark \| Jumbo-Visma \| 41 h 29 min 59 s \| \| 2. \| Romain Bardet \| Frankreich \| Team DSM \| + 2 min 16 s \| \| 3. \| Tadej Pogačar \| Slowenien \| UAE Team Emirates \| + 2 min 22 s \| \| 4. \| Geraint Thomas \| Vereinigtes Königreich \| Ineos Grenadiers \| + 2 min 26 s \| \| 5. \| Nairo Quintana \| Kolumbien \| Arkéa-Samsic \| + 2 min 37 s \| \| 6. \| Adam Yates \| Vereinigtes Königreich \| Ineos Grenadiers \| + 3 min 06 s \| \| 7. \| David Gaudu \| Frankreich \| Groupama-FDJ \| + 3 min 13 s \| \| 8. \| Alexander Wlassow \| Russland \| Bora-Hansgrohe \| + 7 min 23 s \| \| 9. \| Alexei Luzenko \| Kasachstan \| Astana Qazaqstan Team \| + 8 min 07 s \| \| 10. \| Enric Mas \| Spanien \| Movistar Team \| + 9 min 29 s \| |                   |                        |                       |                  |
| |                   |                        |                       |                  |
| Quelle: ProCyclingStats |                   |                        |                       |                  |
| Gesamtwertung |                   |                        |                       |                  |
| Fahrer | Fahrer            | Land                   | Team                  | Zeit             |
| 1. | Jonas Vingegaard  | Dänemark               | Jumbo-Visma           | 41 h 29 min 59 s |
| 2. | Romain Bardet     | Frankreich             | Team DSM              | + 2 min 16 s     |
| 3. | Tadej Pogačar     | Slowenien              | UAE Team Emirates     | + 2 min 22 s     |
| 4. | Geraint Thomas    | Vereinigtes Königreich | Ineos Grenadiers      | + 2 min 26 s     |
| 5. | Nairo Quintana    | Kolumbien              | Arkéa-Samsic          | + 2 min 37 s     |
| 6. | Adam Yates        | Vereinigtes Königreich | Ineos Grenadiers      | + 3 min 06 s     |
| 7. | David Gaudu       | Frankreich             | Groupama-FDJ          | + 3 min 13 s     |
| 8. | Alexander Wlassow | Russland               | Bora-Hansgrohe        | + 7 min 23 s     |
| 9. | Alexei Luzenko    | Kasachstan             | Astana Qazaqstan Team | + 8 min 07 s     |
| 10. | Enric Mas         | Spanien                | Movistar Team         | + 9 min 29 s     |

| Punktewertung | Punktewertung       | Punktewertung | Punktewertung          | Punktewertung |
| Fahrer        | Fahrer              | Land          | Team                   | Punkte        |
| ------------- | ------------------- | ------------- | ---------------------- | ------------- |
| 1.            | Wout van Aert       | Belgien       | Jumbo-Visma            | 304 P.        |
| 2.            | Fabio Jakobsen      | Niederlande   | Quick-Step Alpha Vinyl | 155 P.        |
| 3.            | Tadej Pogačar       | Slowenien     | UAE Team Emirates      | 148 P.        |
| 4.            | Magnus Cort Nielsen | Dänemark      | EF Education-EasyPost  | 129 P.        |
| 5.            | Christophe Laporte  | Frankreich    | Jumbo-Visma            | 114 P.        |
| 6.            | Jasper Philipsen    | Belgien       | Alpecin-Deceuninck     | 109 P.        |
| 7.            | Jonas Vingegaard    | Dänemark      | Jumbo-Visma            | 86 P.         |
| 8.            | Peter Sagan         | Slowakei      | TotalEnergies          | 86 P.         |
| 9.            | Simon Clarke        | Australien    | Israel-Premier Tech    | 72 P.         |
| 10.           | Michael Matthews    | Australien    | BikeExchange-Jayco     | 68 P.         |

| Bergwertung | Bergwertung      | Bergwertung | Bergwertung       | Bergwertung |
| Fahrer      | Fahrer           | Land        | Team              | Punkte      |
| ----------- | ---------------- | ----------- | ----------------- | ----------- |
| 1.          | Simon Geschke    | Deutschland | Cofidis           | 43 P.       |
| 2.          | Pierre Latour    | Frankreich  | TotalEnergies     | 35 P.       |
| 3.          | Jonas Vingegaard | Dänemark    | Jumbo-Visma       | 30 P.       |
| 4.          | Warren Barguil   | Frankreich  | Arkéa-Samsic      | 30 P.       |
| 5.          | Tadej Pogačar    | Slowenien   | UAE Team Emirates | 18 P.       |
| 6.          | Bob Jungels      | Luxemburg   | AG2R Citroën Team | 18 P.       |
| 7.          | Wout van Aert    | Belgien     | Jumbo-Visma       | 17 P.       |
| 8.          | Nairo Quintana   | Kolumbien   | Arkéa-Samsic      | 15 P.       |
| 9.          | Thibaut Pinot    | Frankreich  | Groupama-FDJ      | 14 P.       |
| 10.         | Romain Bardet    | Frankreich  | Team DSM          | 12 P.       |

| Nachwuchswertung | Nachwuchswertung   | Nachwuchswertung       | Nachwuchswertung                   | Nachwuchswertung  |
| Fahrer           | Fahrer             | Land                   | Team                               | Zeit              |
| ---------------- | ------------------ | ---------------------- | ---------------------------------- | ----------------- |
| 1.               | Tadej Pogačar      | Slowenien              | UAE Team Emirates                  | 41 h 32 min 21 s  |
| 2.               | Thomas Pidcock     | Vereinigtes Königreich | Ineos Grenadiers                   | + 8 min 50 s      |
| 3.               | Brandon McNulty    | Vereinigte Staaten     | UAE Team Emirates                  | + 29 min 30 s     |
| 4.               | Matteo Jorgenson   | Vereinigte Staaten     | Movistar Team                      | + 43 min 47 s     |
| 5.               | Andreas Leknessund | Norwegen               | Team DSM                           | + 48 min 20 s     |
| 6.               | Kevin Geniets      | Luxemburg              | Groupama-FDJ                       | + 58 min 11 s     |
| 7.               | Georg Zimmermann   | Deutschland            | Intermarché-Wanty-Gobert Matériaux | + 1 h 02 min 16 s |
| 8.               | Michael Storer     | Australien             | Groupama-FDJ                       | + 1 h 03 min 07 s |
| 9.               | Fred Wright        | Vereinigtes Königreich | Bahrain Victorious                 | + 1 h 12 min 09 s |
| 10.              | Matis Louvel       | Frankreich             | Arkéa-Samsic                       | + 1 h 19 min 23 s |

| Mannschaftswertung | Mannschaftswertung | Mannschaftswertung           | Mannschaftswertung |
| Team               | Team               | Land                         | Zeit               |
| ------------------ | ------------------ | ---------------------------- | ------------------ |
| 1.                 | Ineos Grenadiers   | Vereinigtes Königreich       | 24 h 37 min 03 s   |
| 2.                 | Jumbo-Visma        | Niederlande                  | + 11 min 35 s      |
| 3.                 | Groupama-FDJ       | Frankreich                   | + 32 min 44 s      |
| 4.                 | UAE Team Emirates  | Vereinigte Arabische Emirate | + 40 min 26 s      |
| 5.                 | Bora-Hansgrohe     | Deutschland                  | + 53 min 03 s      |
| 6.                 | Arkéa-Samsic       | Frankreich                   | + 59 min 34 s      |
| 7.                 | Bahrain Victorious | Bahrain                      | + 1 h 18 min 33 s  |
| 8.                 | Movistar Team      | Spanien                      | + 1 h 21 min 23 s  |
| 9.                 | Cofidis            | Frankreich                   | + 1 h 23 min 06 s  |
| 10.                | Team DSM           | Niederlande                  | + 1 h 29 min 05 s  |

## Ausgeschiedene Fahrer
Die folgenden Fahrer sind aus der Tour ausgeschieden:
- Oliver Naesen (AG2R Citroën Team): während der Etappe aufgegeben
- Mathieu van der Poel (Alpecin-Deceuninck): während der Etappe aufgegeben

## Trivia
Der Col de Granon (2413 m) stand im Jahr 1986 zum ersten Mal im Programm der Tour de France und war damals die höchste Zielankunft, die je im Rahmen der Frankreich-Rundfahrt stattfand. Er wurde in dieser Eigenschaft vom Col du Galibier (2642 m) abgelöst, wo die 18. Etappe der Tour de France 2011 endete.